# Quedius aliiceps
Quedius aliiceps es una especie de escarabajo del género Quedius, familia Staphylinidae. Fue descrita científicamente por Cameron en 1948.
Habita en Europa (Nueva Zelanda).